# واکیف‌بانک
واکیف‌بانک (به ترکی استانبولی: VakıfBank) شرکت خدمات مالی و بانکداری ترکیه‌ای است، که از سال ۲۰۰۹ با دارایی بالغ بر ۴۶ میلیارد دلار، به عنوان پنجمین بانک ترکیه شناخته می‌شود.

## تاریخچه
واکیف‌بانک در سال ۱۹۵۴ توسط امپراتوری عثمانی تأسیس شد و در حال حاضر مالک شبکه‌ای از ۸۶۰ شعبه و ۲٫۶۰۰ دستگاه خودپرداز در ترکیه می‌باشد. این بانک همچنین دارای شعبه‌های برون‌مرزی در کلن و فرانکفورت (آلمان)، وین (اتریش)، نیویورک (ایالات متحده آمریکا)، بحرین و جمهوری ترک قبرس شمالی می‌باشد.
شعبه مرکزی این بانک در شهر بشکطاش، استانبول قرار دارد و سهام آن در بازار بورس استانبول معامله می‌شود.